# 菊园街道
菊园街道，是中华人民共和国辽宁省锦州市凌河区下辖的一个乡镇级行政单位。

## 行政区划
菊园街道下辖以下地区：
矿山社区、新光社区、菊园社区、陶瓷社区、天兴花苑社区、世纪花园社区和兰花社区。